# Dawn of the Mummy
Dawn of the Mummy (El despertar de la momia en español) es una película estadounidense filmada primero en Nueva York y más tarde en El Cairo (Egipto), dirigida por Frank Agrama, protagonizada por Barry Sattels, Brenda King, George Peck y las actuaciones especiales de Joan Levy y Dianne Beatty. Fue estrenada en octubre de 1981, siendo popular especialmente en países de América del Sur, y llevada a la televisión en el mismo año en Estados Unidos y Reino Unido.

## Sinopsis
En Egipto, en el año 300 antes de Cristo, es momificado Zafiamam, un hombre dedicado a la guerra con muchos seguidores quienestambién tendrían que morir con él. Luego, una esfinge ordena guardar todo el oro que este posee y añadir una maldición; consistía en que el mismo Zafiamam se levantará y matará durante los próximos años, al igual que todos sus seguidores que también serían momificados, guardados y enterrados durante muchísimos años. 
Años después, a principio de los 80s, un grupo de hombres desean entrar a la tumba de Zafiamam, pero una mujer les advierte que no podían continuar su recorrido, ya que se podría soltar la maldición de Zafiaman y este asesinaría a los habitantes de El Cairo junto a sus seguidores. Luego, el grupo de hombres muere al tener fuertes quemaduras y cicatrices en la cara, aparentemente provocadas por las momias. 
La segunda parte comienza cuando Bill, un fotógrafo de Revistas y Publicidad, trabaja con Lisa, Gary, Melinda y Joan, un grupo de modelos que serán enviados a la ciudad de El Cairo en Egipto para una nueva sección de fotos y como turistas. Al llegar, se encuentran tomando fotos en las grandes pirámides junto a Jenny la asistente de Bill, cuando comienzan a suceder cosas bastantes extrañas. Lisa, una de las modelos encuentra un cadáver en una de las colinas y Jenny tiene una fuerte quemadura en la mano cuando agarra un recipiente que tenía órganos ensangrentados.   
Durante la sesión fotográfica, encuentran al cuerpo de Zafiaman envuelto en vendas y momificado, pero los jóvenes no se dan cuenta de que la luz del equipamiento de iluminación que tenían, hacía desprender poco a poco el vendaje de la momia. Más tarde, Melinda es atacada por un grupo de momias cuando ella estaba tomando un baño en un lago cercano. Al salir corriendo la misma cae sumergida en la arena movediza que ahí se encontraba y muere. 
Tras una gran serie de problemas y escenas de mucha tensión y suspenso, finalmente el grupo de jóvenes es atacado por las momias e incluso por Zafiaman que había vuelto gracias a la maldición, Jenny y Bill mueren al ser comidos por esos seres, y Joan y Lisa se dirigen a caballo hacia el pueblo, donde se celebraba un casamiento, para buscar a Gary y a los demás. En el casamiento, se cancela horas después el festejo, ya que las momias estaban comiendo a la novia y matan a la mayor parte de las personas que se encontraban en ese lugar. Lisa y Joan, acompañadas por otras personas, logran incendiar el lugar con dinamitas siendo ellos los únicos sobrevivientes. La escena final es cuando Lisa se pone contenta al ver que había sobrevivido, pero no se da cuenta de que la momia Zafiaman todavía sigue vivo.

## Personajes
- Brenda King - Lisa
- Barry Sattels - Bill
- George Peck - Rick
- Diane Beatty - Joan
- Joan Levy - Jenny/Jennifer
- John Salvo - Gary
- Ellen Faison - Melinda
- Ibrahim Khan - Karib
- Ali Gohar - Tarak
- Hmed Ratib - Omar
- Laila Nasr - Sacerdotisa/Xena
- Baher Saied - Hombre de Egipto
- Ali Azab - Hombre de Egipto
- Ahmed Laban - Hombre de Egipto

## Producción
Mayormente, se cree que es una película de origen italiano, ya que el equipo de producción es de actores italianos, y dicho país varias veces contó con rodajes en Nueva York. La distribuidora Harmony Gold USA de Estados Unidos ordenó que el rodaje se llevara en El Cairo, para dar un aspecto más realista y no utilizar tantos estudios de filmación. El director Frank Agrama estuvo de acuerdo, pero inició el rodaje en Estados Unidos con la colaboración de técnicos italianos para el equipo de producción.
La película guarda muchas similitudes con el cine de zombis, como en aquellas escenas donde las momias salen de debajo de la tierra, son carnívoras y muestran distintos aspectos. Tuvo mucho éxito, pero también fue censurada en algunos países europeos. Los actores mayormente son no profesionales, ya que se los vieron pocas veces, pero inmortalizaron con la actuación que se dio en este rodaje. La película también fue exhibida en cines, pero se recortaron algunas escenas.

## Recepción
John Stanley otorgó la película 2.4 estrellas indicando " Las personas que se encuentran en El Cairo, se convertitia en una Historia emocionante". Popcorn Pictures.com le dio 6,10 estrellas, diciendo: «Es una larga y tenebrosa lucha con las momias, pero se pone emocionante y quien la vea será recompensado con una de las películas de zombis mas entretenidas de la época; también tiene una explotación de mala calidad en su máxima expresión, si toda la película hubiera sido tan agradable como su segunda mitad, estaríamos ante un pequeño clásico».
Hace pocos años recibió una puntuación de 0,4 por Videohound, que se centró en la trama de la película y las interpretaciones, pero también dijo que guarda mucha similitud con cualquier película de zombis.